# قرار مجلس الأمن التابع للأمم المتحدة رقم 1667
قرار مجلس الأمن التابع للأمم المتحدة رقم 1667، المتخذ بالإجماع في 31 مارس 2006، بعد التذكير بجميع القرارات السابقة بشأن الأوضاع في ليبيريا والمنطقة الإقليمية، ولا سيما القراران 1626 (2005) و1638 (2005)، مدد المجلس ولاية بعثة الأمم المتحدة في ليبيريا حتى 30 سبتمبر 2006.

## القرار

### أعمال
وبموجب الفصل السابع من ميثاق الأمم المتحدة، مدد المجلس ولاية بعثة الأمم المتحدة في ليبريا والزيادة المؤقتة في حجم أفرادها. وأكد من جديد عزمه على تفويض الأمين العام كوفي عنان بإعادة نشر القوات بين بعثة الأمم المتحدة في ليبريا وعملية الأمم المتحدة في كوت ديفوار على أساس مؤقت وفقًا للقرار 1609 (2005). وفي هذا السياق، سيتم إجراء استعراض لمهام عملية الأمم المتحدة في كوت ديفوار ومستوى القوات مع اتخاذ قرار بشأن إمكانية تعزيزها.
وأخيراً، طُلب من الأمين العام أن يعرض خططه المتعلقة بتصفية بعثة الأمم المتحدة في ليبريا على مجلس الأمن.

## روابط خارجية
- نص القرار في undocs.org